# Hashima (Insel)

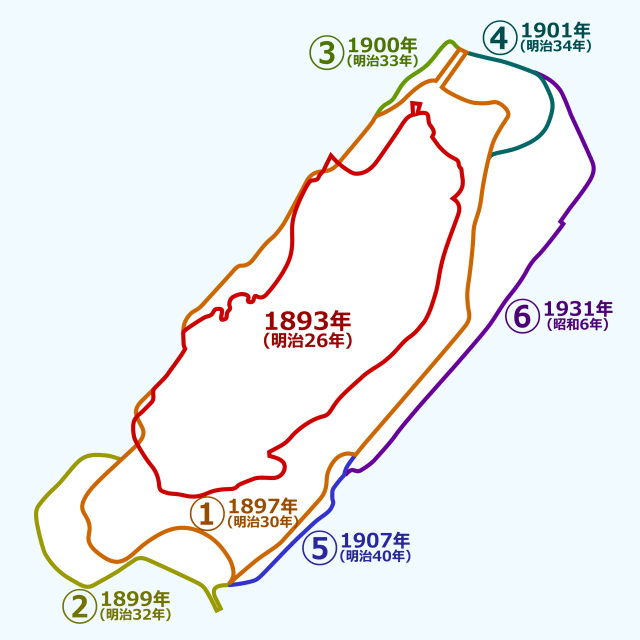
Landgewinnungen: Nach und nach wurde die Insel mit aus dem Bergbau anfallendem Abraum vergrößert. Die ursprüngliche Form ist in Rot dargestellt

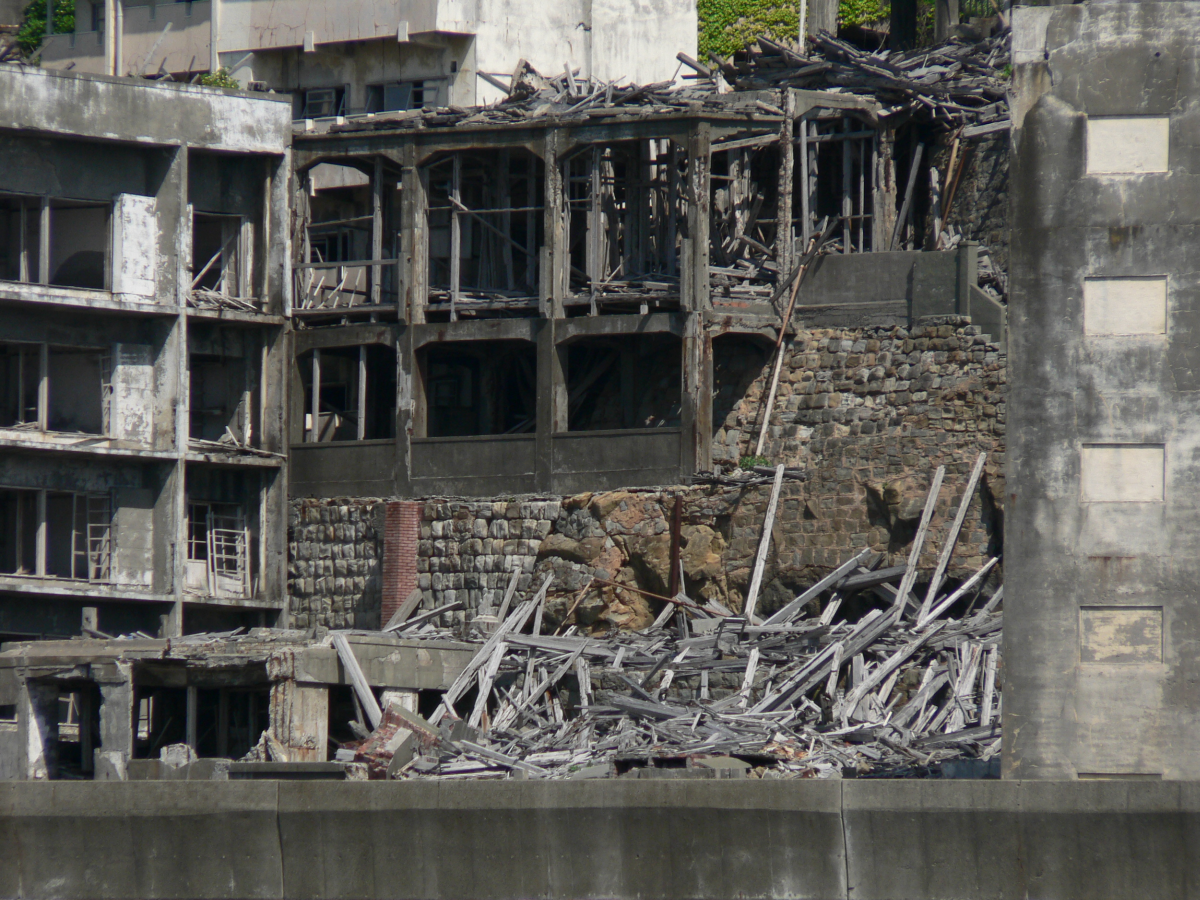
Eingestürzte Gebäude #50 (Kino) und #23 (1. Stock: Firmenwohnungen, 2. Stock: Tempel Sempuku-ji (泉福寺))

Hashima (japanisch 端島, dt. „Grenzinsel“) ist eine 3 km südwestlich von Takashima liegende japanische Insel, die zur Stadt Nagasaki gehört. Der weitaus gebräuchlichere Spitzname der Insel lautet Gunkanjima (軍艦島, dt. „Kriegsschiff-Insel“), der jedoch auch Mitsukejima in der Präfektur Ishikawa bezeichnet, sowie früher Sarushima in der Bucht von Tokio. Als Kohlenmine wurde Hashima 2015 zum Bestandteil des UNESCO-Welterbes „Japan's Meiji Industrial Revolution“ erklärt.

## Geschichte
Von der Insel aus wurde von 1887 bis 1974 unterseeischer Kohleabbau betrieben; seither ist sie unbewohnt.
Die Insel besaß ursprünglich eine Breite von 120 m und eine Länge von 320 m. Durch sechs verschiedene Aufschüttungen mit Abraum beginnend ab 1897 erreichte sie ihre heutigen Ausmaße einer Breite von 160 m, einer Länge von 480 m und einer Küstenlänge von 1,2 km. Die Fläche beträgt 6,3 ha.
Die Blütezeit des Bergbaus auf der Insel begann um 1916 unter der Leitung des Mitsubishi-Konzerns, damals eines der großen Zaibatsu (Wirtschaftskonglomerate). Zu dieser Zeit wurde hier auch Japans erstes mehrstöckiges Wohngebäude aus Stahlbeton errichtet. Zeitweise lebten bis zu 5259 Arbeiter und Familienangehörige auf Hashima.
Im Zweiten Weltkrieg wurde die Belegschaft gegen chinesische und koreanische Zwangsarbeiter ausgetauscht. Die unmenschlichen Arbeits- und Lebensbedingungen forderten nach Schätzungen 1300 Tote. Während des Kriegs wurde die Insel von einem US-amerikanischen U-Boot mit einem Torpedo beschossen. Der Angriff galt allerdings einem Kohlefrachter, der vor der Insel vor Anker lag.
1959 wurde mit 83.476 Einwohnern pro km² eine der höchsten jemals aufgezeichneten Bevölkerungsdichten der Welt festgestellt. Für jeden Arbeiter standen Wohnräume mit ca. 9,9 Quadratmetern, für Verheiratete mit Familien doppelt so große Räume zur Verfügung. Toiletten, Bäder und Küchen wurden gemeinschaftlich genutzt. Die Infrastruktur wurde laufend ausgebaut, aufgrund der begrenzten Fläche auch vielfach unterirdisch. Neben den Wohn- und Verwaltungsgebäuden existierten auch Tempelanlagen und Schreine, eine Polizeistation, ein Postamt, Badeanstalten, eine Kläranlage, ein Kindergarten, Grund- und weiterführende Schulen, eine Turnhalle, ein Kino, Gaststätten, eine Kegelbahn, 25 Geschäfte, ein Hotel, ein Krankenhaus, ein Swimming-Pool und ein Bordell; lediglich ein Bestattungswesen fehlte. Elektrizität und Wasser kamen über unterseeische Leitungen von der Hauptinsel, Gemüse, Tee oder Kräuter wurden von den Bewohnern auf Dachgärten angebaut.
Im Laufe der Energiereformen wurde die Stilllegung der Werke am 15. Januar 1974 beschlossen. Bis auf ein Demontagekommando waren alle Bewohner auf der Stelle arbeitslos und hatten dementsprechend große Eile, die Insel zu verlassen; das letzte Boot verließ die Insel bereits am 20. April 1974. Nicht nur die Gebäude und Maschinen, sondern viele persönliche Gegenstände wie Möbel, Spielzeug oder Unterhaltungselektronik, deren Gegenwert den aufwändigen Abtransport nicht rechtfertigte, wurden an Ort und Stelle zurückgelassen.

## Gegenwärtige Situation
Heute sind die Wohn- und Werksgebäude der Verwitterung und dem Verfall preisgegeben. Sie hinterlassen beim Betrachter den Eindruck eines hektisch evakuierten Sperrgebietes wie um Tschernobyl und Prypjat, eines ehemaligen Kriegsschauplatzes oder sonstigen Katastrophenszenariums. Für viele Japaner gilt sie als Mahnmal der rücksichtslosen Industrialisierung und Ausbeutung von Mensch und Natur – auch im Hinblick auf die unrühmliche Funktion als zeitweiliges Arbeitslager.
Wegen der entsprechenden Gefahren war ein Betreten der Insel lange Zeit nicht erlaubt. Graffiti, Feuerstellen, Abfälle und weitere menschliche Hinterlassenschaften belegen allerdings, dass das im Volksmund der Umgebung auch als Geister-Insel bezeichnete Eiland vor allem Jugendliche in seinen Bann zog.
Die Stadt Nagasaki hat mittlerweile das touristische Potential der Insel entdeckt und bietet regelmäßig Umrundungen mit Booten an. Ein gesicherter Besichtigungspfad wurde installiert. Seit April 2009 ist Hashima erstmals nach 35 Jahren wieder für Besucher zugänglich.
2001 übergab Mitsubishi Materials die Insel der Stadt Takashima (2003 nach Nagasaki eingemeindet), woraufhin der Bürgermeister eine Unterschriftensammlung für eine Anmeldung als UNESCO-Weltkulturerbe startete. Es wurde ein Komitee gegründet, das 2003 unter dem Namen Gunkan-jima o Sekai Isan ni suru (軍艦島を世界遺産にする, „Machen wir Gunkan-jima zum Welterbe“) als NPO registriert wurde. Im November 2006 wurden die Kohleminen von Hashima auf die Welterbekandidatenliste Kyūshū/Yamaguchi no Kindaika Sangyō Isangun (九州・山口の近代化産業遺産群, dt. „Industrieerbe der Modernisierung in Kyūshū/Yamaguchi“) gesetzt, die auf einen Vorschlag der Gouverneure von Kyūshū zurückgeht. Im September 2008 wurden von der nationalen Behörde für kulturelle Angelegenheiten von dieser Liste fünf Stück inklusive Hashima als Vorschlag Japans bei der UNESCO eingebracht und 2015 zum UNESCO-Welterbe erklärt.

## Namensherkunft

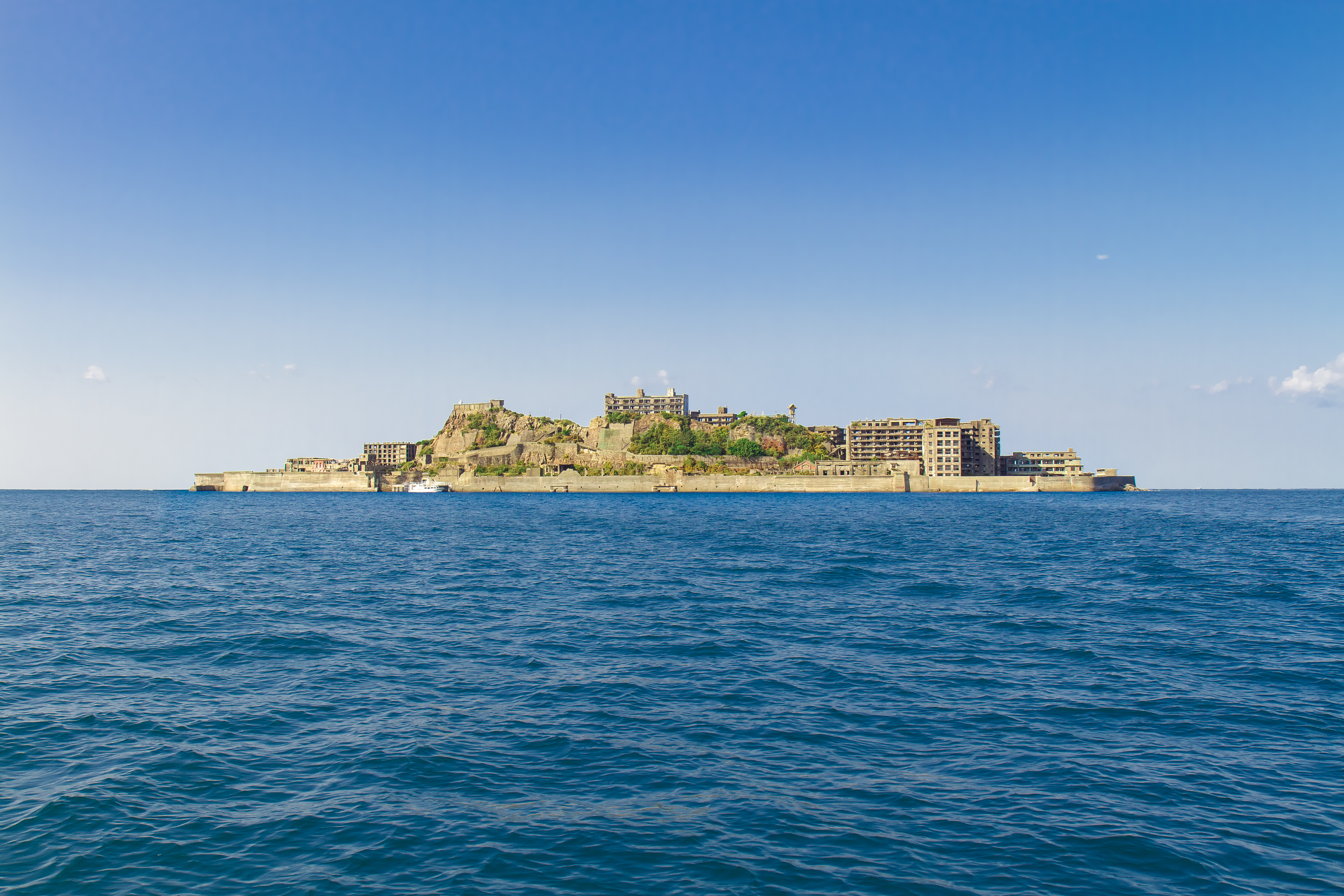
Die Insel Hashima vom Meer aus gesehen, 2012

- Hashima (Grenzinsel): Von der Hauptinsel aus gesehen ist es die letzte zu Japan gehörende sichtbare Insel in dieser Richtung.
- Gunkanjima (Kriegsschiff-Insel): Die Insel ist direkt an der Wasserlinie von einer massiven, 8–10 m hohen Schutzmauer gegen hohen Seegang vollkommen umgeben. Zusammen mit ihren Aufbauten und Fördertürmen – die zwischenzeitlich größtenteils demontiert wurden bzw. eingestürzt sind – und nicht zuletzt wegen der vergleichbaren Größe erinnert ihre Silhouette in der Dämmerung an die eines Kriegsschiffes. Schon kurz nach der Fertigstellung der Schutzmauer (1921) benannte ein Reporter der Nagasaki Daily News die Insel so, weil sie nun an die Kriegsschiffe der Tosa-Klasse erinnerte, den damaligen Stolz der japanischen Marine.

## Rezeption

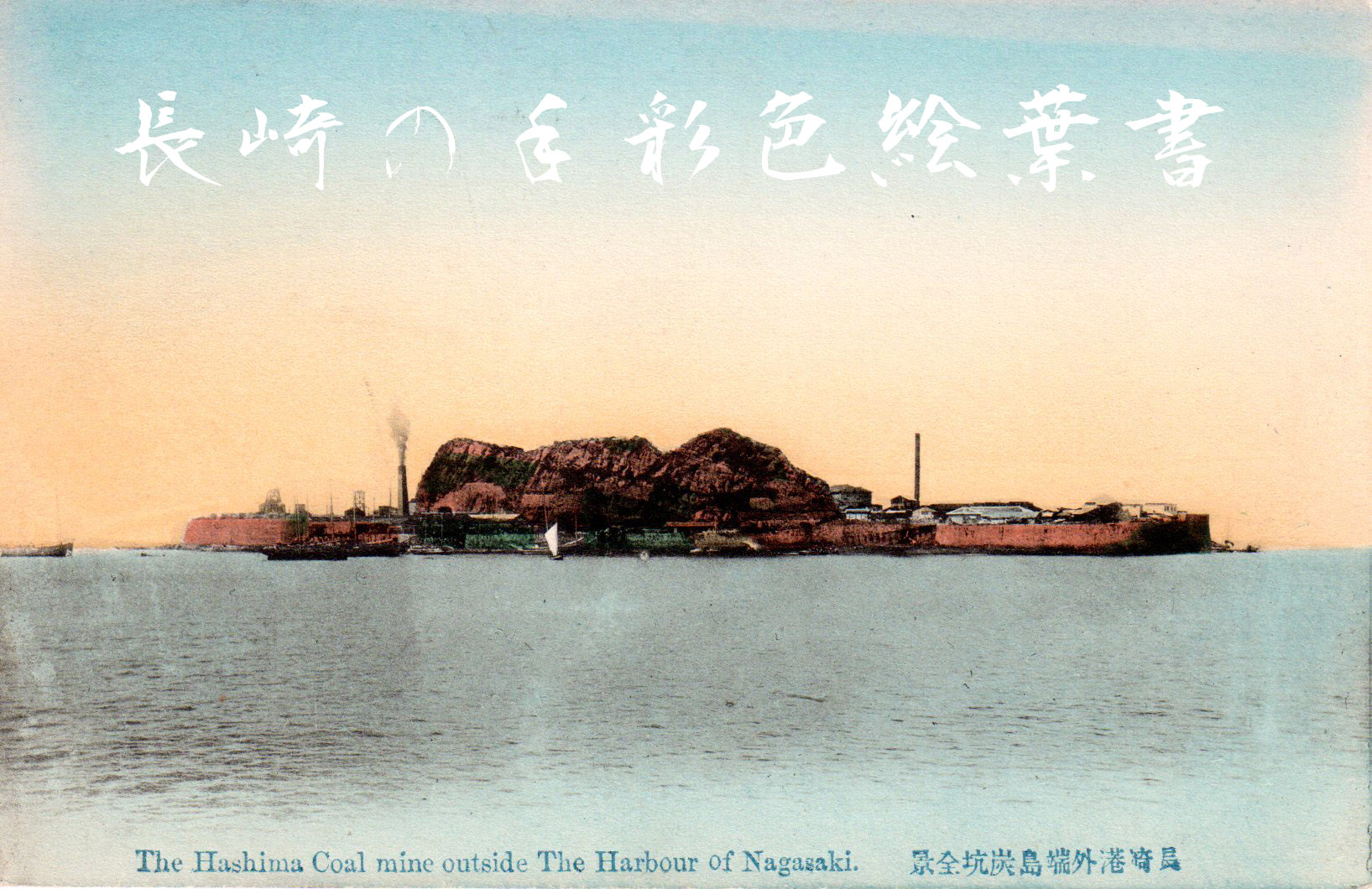
Hashima auf einer handkolorierten Postkarte aus Nagasaki

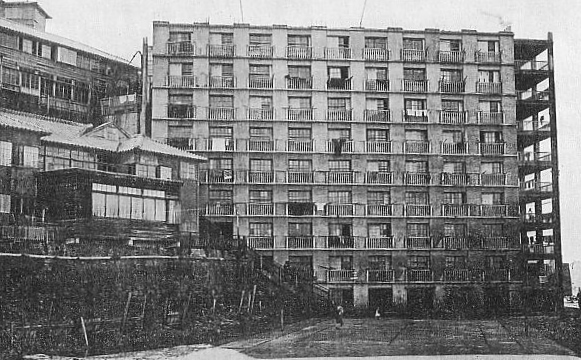
Apartmentblock auf Hashima, circa 1930

- Der Film Midori naki Shima (engl. The Greenless Island, 1949) wurde hier gedreht.
- Einige Szenen des Films Battle Royale (2000) wurden hier gedreht.
- Hashima diente im Jahr 2011 in James Bond 007 – Skyfall als Inspiration, jedoch nicht als Drehort für die fiktive verlassene Insel,[9] auf der sich der von Javier Bardem gespielte Bösewicht Raoul Silva sein Hauptquartier eingerichtet hat. Im Gegensatz zur Realität haben die Bewohner im Film allerdings wegen einer vorgetäuschten Verseuchung die Insel verlassen.
- In der Dokufiktion-Serie Zukunft ohne Menschen wurde die Insel bereits wiederholt als Referenz herangezogen.
- Der südkoreanische Film ‚Battleship Island‘ (2017) beschreibt die Situation während des Zweiten Weltkriegs.
- Die Insel stellt auch die Kulisse für den letzten Level des Videospiels killer7.
- In der Manga-Serie Get Backers fungiert Hashima als geheime Operationsbasis der Yakuza.
- Seit Ende Juni 2013 ist ein Teil der Insel per Google Street View zu besichtigen.[10]